# Kaliste (Vrapcsiste)
Kaliste (macedónul: Калиште, albánul Kalishti) település Észak-Macedóniában, a Pologi körzet Vrapcsistei járásában.

## Népesség
| Lakosok száma | 685  | 729  | 795  | 874  | 857  | 46   | 835  | 681  | 511  |
|               | 1948 | 1953 | 1961 | 1971 | 1981 | 1991 | 1994 | 2002 | 2021 |

2002-ben 681 lakosa volt, akik közül 668 albán, 1 macedón és 12 egyéb.